# 熱帯魚の涙
「熱帯魚の涙」（ねったいぎょのなみだ）は、Flowerの7枚目のシングル。2014年6月11日にワンネイションから発売。

## 概要
前作「Flower」から約半年ぶりのリリースで、2014年第1弾シングル。
「初回生産限定盤」、「通常盤」、「期間生産限定盤」の3形態での発売。
「熱帯魚の涙」は、日本テレビ系列『スッキリ!!』2014年5月度エンディングテーマに使用された。
DVDには、「熱帯魚の涙」と「let go again feat. VERBAL(m-flo)」のMusic Videoを収録。
AKB48握手会傷害事件を受け、発売記念イベントを中止した。尚、同時期にHappinessの「JUICY LOVE」の発売記念イベントを開催予定だったが中止している。

## 収録曲

### 初回生産限定盤
CD
1. 熱帯魚の涙
作詞：小竹正人、作曲：SKY BEATZ・FAST LANE、編曲：SKY BEATZ
  - 日本テレビ系『スッキリ!!』2014年5月度エンディングテーマ
2. Dolphin Beach
作詞：小竹正人、作曲：SKY BEATZ・SHIKATA・CASPER・MAXX、編曲：SKY BEATZ
3. 熱帯魚の涙 (instrumental)

DVD
1. 熱帯魚の涙 MUSIC VIDEO
2. let go again feat.VERBAL(m-flo) MUSIC VIDEO

### 通常盤
1. 熱帯魚の涙
2. Dolphin Beach
3. 何度でも
作詞：吉田美和、作曲：中村正人・吉田美和、編曲：DAISUKE KAWAGUCHI
4. 熱帯魚の涙 (instrumental)
5. Dolphin Beach (instrumental)
6. 何度でも (instrumental)

### 期間生産限定盤
1. 熱帯魚の涙